# Claudius Moseler
Claudius Moseler, né le 23 mars 1966, est un homme politique allemand, membre de Parti écologiste-démocrate (ÖDP), conseiller municipal de Mayence.

## Éléments personnels

### Formation et carrière
Après avoir passé son "Abitur" en 1986, il entre à l'Université Johannes Gutenberg de Mayence, afin d'y étudier la géographie (géographie sociale et géographie économique) les sciences de l'information et de la communication et l'ethnologie. Il obtient son diplôme de géographie en 1992.
L'attribution d'une bourse d'études de la ville de Mayence (Gutenberg-Stipendium) en 1993 et d'une autre de l'Université Johannes Gutenberg lui permet de reprendre des études de géographie, à l'issue desquelles il soutient une thèse de doctorat: «Liegenschaftskonversion in Rheinland-Pfalz» (Conversion des biens fonciers en Rhénanie-Palatinat.) en 1997 à l'institut géographique de l'université de Mayence.

## Vie politique

### Au sein de l'ÖDP.
Il adhère à l'ÖDP en 1983, car elle offre une alternative sérieuse aux partis traditionnels. Il est adjoint au maire de Marienborn en 1994.
Il intègre la direction du Parti écologiste-démocrate en 1996. Cinq ans plus tard, il en devient secrétaire général, jusqu'à aujourd'hui. Claudius Moseler est choisi par Uwe Dolata, secrétaire général du parti en 2001.
Il est élu conseiller municipal de Mayence en 1er juillet 2004 est candidat à l'élection de maire de Mayence du 11 mars 2011.

### Ouvrages
- Die Auswirkungen der Präsenz des amerikanischen Militärs im Bereich des Ober-Olmer Waldes und in Mainz-Finthen dans: Studien zur Nordamerikaforschung I. Mayence, 1995
- Die Geographie von Marienborn. dans: Marienborn und seine 1000jährige Geschichte. Marienborn, 1995
- Liegenschaftskonversion in Rheinland-Pfalz. Geographische Untersuchung zu den Entwicklungschancen bei der Umnutzung aufgelassener militärischer Liegenschaften. Europäische Hochschulschriften IV/18; Éditeur Peter Lang Verlag, Francfort-sur-le-Main, 1998.